# Oudburg (Bergen)
Oudburg is een voormalige buurtschap in Bergen (NH). Zij lag aan de Breelaan, ongeveer ter hoogte van Grootland.